# Billy Newman
Billy Newman (Dublin, 1946. november 24. – Donegal, 2022. október 12.) válogatott ír labdarúgó, középpályás.

## Pályafutása

### Klubcsapatban
1965–66-ban a Home Farm, 1966 és 1968 között a Bohemian, 1968 és 1970 között a Shelbourne, 1970 és 1972 között a Parkvilla labdarúgója volt. 1972-ben visszatért a Shelbourne csapatához és 1974-ben itt fejezte be az aktív labdarúgást. 1982-ben egy mérkőzés erejéig ismét szerepelt a Shelbourne együttesében.

### A válogatottban
1969-ben egy alkalommal szerepelt az ír válogatottban.

## Statisztika

### Mérkőzése az ír válogatottban
| Írország | Írország        | Írország                         | Írország | Írország | Írország | Írország     | Írország | Írország |
| #        | Dátum           | Helyszín                         | Hazai    | Eredmény | Vendég   | Kiírás       | Gólok    | Esemény  |
| -------- | --------------- | -------------------------------- | -------- | -------- | -------- | ------------ | -------- | -------- |
| 1.       | 1969. május 27. | Koppenhága, Idrætsparken Stadion | Dánia    | 2 – 0    | Írország | vb-selejtező | -        | 55'      |
|          | Összesen        |                                  |          | 1        | mérkőzés |              | 0        | gól      |